# Brit házibajnokság
A Brit házibajnokság (angolul: British Home Championship) egy nemzetközi labdarúgótorna volt az Egyesült Királyság négy válogatottja: Anglia, Észak-Írország (1950-ig - Írország), Skócia és Wales részvételével. A labdarúgás történetének legrégebbi nemzetközi kupasorozata. Először az 1883–84-es idényben rendezték meg és 100 évvel később az 1983–84-es szezonban volt az utolsó kiírás. 
A legsikeresebb Anglia csapata 54 győzelemmel, az utolsó bajnokságot pedig Észak-Írország nyerte.
A sorozatnak száz év elteltével azért ért véget, mert az Európa-bajnokságok és a világbajnokságok miatt teljesen elveszítette a jelentőségét. Ugyanakkor az ötvenes-hatvanas években még komoly téttel bírt: az 1949–1950-es és az 1953–1954-es bajnokság egyben világbajnoki selejtezőnek (1950, 1954) is számított, míg az 1968-as Európa-bajnokságra az 1966–1967-es és az 1967–1968-as bajnokság eredményeit használták fel.
A megszűnést még követte egy rövid próbálkozás, 1985 és 1989 között az angolok és a skótok az úgynevezett Rous-kupa keretében megmérkőztek.

## Eredmények
| Év                   | Győztes                                        | 2. helyezett                                   | 3. helyezett                                   | 4. helyezett                                   |
| -------------------- | ---------------------------------------------- | ---------------------------------------------- | ---------------------------------------------- | ---------------------------------------------- |
| 1883–84              | · Skócia                                       | · Anglia                                       | · Wales                                        | Írország                                       |
| 1884–85              | · Skócia                                       | · Anglia                                       | · Wales                                        | Írország                                       |
| 1885–86              | · Skócia / · Anglia                            | · Skócia / · Anglia                            | · Wales                                        | Írország                                       |
| 1886–87              | · Skócia                                       | · Anglia                                       | Írország                                       | · Wales                                        |
| 1887–88              | · Anglia                                       | · Skócia                                       | · Wales                                        | Írország                                       |
| 1888–89              | · Skócia                                       | · Anglia                                       | · Wales                                        | Írország                                       |
| 1889–90              | · Anglia / · Skócia                            | · Anglia / · Skócia                            | · Wales                                        | Írország                                       |
| 1890–91              | · Anglia                                       | · Skócia                                       | Írország                                       | · Wales                                        |
| 1891–92              | · Anglia                                       | · Skócia                                       | · Írország / · Wales                           | · Írország / · Wales                           |
| 1892–93              | · Anglia                                       | · Skócia                                       | Írország                                       | · Wales                                        |
| 1893–94              | · Skócia                                       | · Anglia                                       | · Wales                                        | Írország                                       |
| 1894–95              | · Anglia                                       | · Wales / · Skócia                             | · Wales / · Skócia                             | Írország                                       |
| 1895–96              | · Skócia                                       | · Anglia                                       | · Wales                                        | Írország                                       |
| 1896–97              | · Skócia                                       | · Anglia                                       | Írország                                       | · Wales                                        |
| 1897–98              | · Anglia                                       | · Skócia                                       | Írország                                       | · Wales                                        |
| 1898–99              | · Anglia                                       | · Skócia                                       | Írország                                       | · Wales                                        |
| 1899–1900            | · Skócia                                       | · Wales / · Anglia                             | · Wales / · Anglia                             | Írország                                       |
| 1900–01              | · Anglia                                       | · Skócia                                       | · Wales                                        | Írország                                       |
| 1901–02              | · Skócia                                       | · Anglia                                       | Írország                                       | · Wales                                        |
| 1902–03              | · Anglia / · Írország / · Skócia               | · Anglia / · Írország / · Skócia               | · Anglia / · Írország / · Skócia               | · Wales                                        |
| 1903–04              | · Anglia                                       | Írország                                       | · Skócia / · Wales                             | · Skócia / · Wales                             |
| 1904–05              | · Anglia                                       | · Wales                                        | · Skócia / · Írország                          | · Skócia / · Írország                          |
| 1905–06              | · Anglia / · Skócia                            | · Anglia / · Skócia                            | · Wales                                        | Írország                                       |
| 1906–07              | · Wales                                        | · Anglia                                       | · Skócia                                       | Írország                                       |
| 1907–08              | · Anglia / · Skócia                            | · Anglia / · Skócia                            | Írország                                       | · Wales                                        |
| 1908–09              | · Anglia                                       | · Wales                                        | · Skócia                                       | Írország                                       |
| 1909–10              | · Skócia                                       | · Anglia / · Írország                          | · Anglia / · Írország                          | · Wales                                        |
| 1910–11              | · Anglia                                       | · Skócia                                       | · Wales                                        | Írország                                       |
| 1911–12              | · Anglia / · Skócia                            | · Anglia / · Skócia                            | Írország                                       | · Wales                                        |
| 1912–13              | · Anglia                                       | · Skócia / · Wales                             | · Skócia / · Wales                             | Írország                                       |
| 1913–14              | Írország                                       | · Skócia                                       | · Anglia                                       | · Wales                                        |
| 1914–19              | Elmaradt az I. világháború miatt               | Elmaradt az I. világháború miatt               | Elmaradt az I. világháború miatt               | Elmaradt az I. világháború miatt               |
| 1919–20              | · Wales                                        | · Skócia / · Anglia                            | · Skócia / · Anglia                            | Írország                                       |
| 1920–21              | · Skócia                                       | · Wales / · Anglia                             | · Wales / · Anglia                             | Írország                                       |
| 1921–22              | · Skócia                                       | · Wales / · Anglia                             | · Wales / · Anglia                             | Írország                                       |
| 1922–23              | · Skócia                                       | · Anglia                                       | Írország                                       | · Wales                                        |
| 1923–24              | · Wales                                        | · Skócia                                       | Írország                                       | · Anglia                                       |
| 1924–25              | · Skócia                                       | · Anglia                                       | · Wales / · Írország                           | · Wales / · Írország                           |
| 1925–26              | · Skócia                                       | Írország                                       | · Wales                                        | · Anglia                                       |
| 1926–27              | · Skócia / · Anglia                            | · Skócia / · Anglia                            | · Wales / · Írország                           | · Wales / · Írország                           |
| 1927–28              | · Wales                                        | Írország                                       | · Skócia                                       | · Anglia                                       |
| 1928–29              | · Skócia                                       | · Anglia                                       | · Wales / · Írország                           | · Wales / · Írország                           |
| 1929–30              | · Anglia                                       | · Skócia                                       | Írország                                       | · Wales                                        |
| 1930–31              | · Anglia / · Skócia                            | · Anglia / · Skócia                            | · Wales                                        | Írország                                       |
| 1931–32              | · Anglia                                       | · Skócia                                       | Írország                                       | · Wales                                        |
| 1932–33              | · Wales                                        | · Skócia                                       | · Anglia                                       | Írország                                       |
| 1933–34              | · Wales                                        | · Anglia                                       | Írország                                       | · Skócia                                       |
| 1934–35              | · Skócia / · Anglia                            | · Skócia / · Anglia                            | · Wales / · Írország                           | · Wales / · Írország                           |
| 1935–36              | · Skócia                                       | · Wales / · Anglia                             | · Wales / · Anglia                             | Írország                                       |
| 1936–37              | · Wales                                        | · Skócia                                       | · Anglia                                       | Írország                                       |
| 1937–38              | · Anglia                                       | · Skócia / · Írország                          | · Skócia / · Írország                          | · Wales                                        |
| 1938–39              | · Anglia / · Wales / · Skócia                  | · Anglia / · Wales / · Skócia                  | · Anglia / · Wales / · Skócia                  | Írország                                       |
| 1939–45              | Elmaradt a II. világháború miatt               | Elmaradt a II. világháború miatt               | Elmaradt a II. világháború miatt               | Elmaradt a II. világháború miatt               |
| (1945–46 unofficial) | · Skócia                                       | · Írország / · Anglia / · Wales                | · Írország / · Anglia / · Wales                | · Írország / · Anglia / · Wales                |
| 1946–47              | · Anglia                                       | Írország                                       | · Skócia / · Wales                             | · Skócia / · Wales                             |
| 1947–48              | · Anglia                                       | · Wales                                        | Írország                                       | · Skócia                                       |
| 1948–49              | · Skócia                                       | · Anglia                                       | · Wales                                        | Írország                                       |
| 1949–50              | · Anglia                                       | · Skócia                                       | · Wales / · Írország                           | · Wales / · Írország                           |
| 1950–51              | · Skócia                                       | · Anglia                                       | · Wales                                        | · Ireland                                      |
| 1951–52              | · Wales / · Anglia                             | · Wales / · Anglia                             | · Skócia                                       | · Ireland                                      |
| 1952–53              | · Skócia / · Anglia                            | · Skócia / · Anglia                            | · Wales / · Ireland                            | · Wales / · Ireland                            |
| 1953–54              | · Anglia                                       | · Skócia                                       | · Ireland                                      | Wales                                          |
| 1954–55              | · Anglia                                       | · Skócia                                       | Wales                                          | · Ireland                                      |
| 1955–56              | · Anglia / · Skócia / · Wales / · Ireland      | · Anglia / · Skócia / · Wales / · Ireland      | · Anglia / · Skócia / · Wales / · Ireland      | · Anglia / · Skócia / · Wales / · Ireland      |
| 1956–57              | · Anglia                                       | · Skócia                                       | · Wales / · Észak-Írország                     | · Wales / · Észak-Írország                     |
| 1957–58              | · Anglia / · Észak-Írország                    | · Anglia / · Észak-Írország                    | · Skócia / · Wales                             | · Skócia / · Wales                             |
| 1958–59              | · Észak-Írország / · Anglia                    | · Észak-Írország / · Anglia                    | · Skócia                                       | Wales                                          |
| 1959–60              | · Skócia / · Anglia / · Wales                  | · Skócia / · Anglia / · Wales                  | · Skócia / · Anglia / · Wales                  | · Észak-Írország                               |
| 1960–61              | · Anglia                                       | · Wales                                        | · Skócia                                       | · Észak-Írország                               |
| 1961–62              | · Skócia                                       | · Wales                                        | · Anglia                                       | · Észak-Írország                               |
| 1962–63              | · Skócia                                       | · Anglia                                       | · Wales                                        | · Észak-Írország                               |
| 1963–64              | · Anglia / · Skócia / · Észak-Írország         | · Anglia / · Skócia / · Észak-Írország         | · Anglia / · Skócia / · Észak-Írország         | · Wales                                        |
| 1964–65              | · Anglia                                       | · Wales                                        | · Skócia                                       | · Észak-Írország                               |
| 1965–66              | · Anglia                                       | · Észak-Írország                               | · Skócia                                       | · Wales                                        |
| 1966–67              | · Skócia                                       | · Anglia                                       | · Wales                                        | · Észak-Írország                               |
| 1967–68              | · Anglia                                       | · Skócia                                       | · Wales / · Észak-Írország                     | · Wales / · Észak-Írország                     |
| 1968–69              | · Anglia                                       | · Skócia                                       | · Észak-Írország                               | · Wales                                        |
| 1969–70              | · Anglia / · Wales / · Skócia                  | · Anglia / · Wales / · Skócia                  | · Anglia / · Wales / · Skócia                  | · Észak-Írország                               |
| 1970–71              | · Anglia                                       | · Észak-Írország                               | · Wales                                        | · Skócia                                       |
| 1971–72              | · Skócia / · Anglia                            | · Skócia / · Anglia                            | · Észak-Írország                               | · Wales                                        |
| 1972–73              | · Anglia                                       | · Észak-Írország                               | · Skócia                                       | · Wales                                        |
| 1973–74              | · Skócia / · Anglia                            | · Skócia / · Anglia                            | · Wales / · Észak-Írország                     | · Wales / · Észak-Írország                     |
| 1974–75              | · Anglia                                       | · Skócia                                       | · Észak-Írország                               | · Wales                                        |
| 1975–76              | · Skócia                                       | · Anglia                                       | · Wales                                        | · Észak-Írország                               |
| 1976–77              | · Skócia                                       | · Wales                                        | · Anglia                                       | · Észak-Írország                               |
| 1977–78              | · Anglia                                       | · Wales                                        | · Skócia                                       | · Észak-Írország                               |
| 1978–79              | · Anglia                                       | · Wales                                        | · Skócia                                       | · Észak-Írország                               |
| 1979–80              | · Észak-Írország                               | · Anglia                                       | · Wales                                        | · Skócia                                       |
| 1980–81              | Elmaradt az Észak-írországi éhségsztrájk miatt | Elmaradt az Észak-írországi éhségsztrájk miatt | Elmaradt az Észak-írországi éhségsztrájk miatt | Elmaradt az Észak-írországi éhségsztrájk miatt |
| 1981–82              | · Anglia                                       | · Skócia                                       | · Wales                                        | · Észak-Írország                               |
| 1982–83              | · Anglia                                       | · Skócia                                       | · Észak-Írország                               | · Wales                                        |
| 1983–84              | · Észak-Írország                               | · Wales                                        | · Anglia                                       | · Skócia                                       |

- Pontegyenlőség esetén a gólarány rangsorolt.

### Győzelmek eloszlása
| Csapat                    | Győzelmek száma | Megosztva |
| ------------------------- | --------------- | --------- |
| Anglia                    | 54              | 20        |
| Skócia                    | 41              | 17        |
| Wales                     | 12              | 5         |
| Írország / Észak-Írország | 8               | 5         |